# Šódži Džó
Šódži Džó (* 17. června 1975) je bývalý japonský fotbalista.

## Reprezentační kariéra
Šódži Džó odehrál 35 reprezentačních utkání. S japonskou reprezentací se zúčastnil Mistrovství světa 1998.

## Statistiky
| Japonsko | Japonsko | Japonsko |
| Roky     | Záp.     | Góly     |
| -------- | -------- | -------- |
| 1995     | 1        | 0        |
| 1996     | 3        | 0        |
| 1997     | 13       | 4        |
| 1998     | 10       | 1        |
| 1999     | 5        | 0        |
| 2000     | 2        | 2        |
| 2001     | 1        | 0        |
| Celkem   | 35       | 7        |